# فان نويس (لوس أنجلوس)
فان نويس (بالإنجليزية: Van Nuys, Los Angeles)‏ هي بلدة تقع في الولايات المتحدة في الولايات المتحدة. يقدر عدد سكانها بـ 136,443 نسمة وترتفع عن سطح البحر 217 متر.

## توأمة
لفان نويس (لوس أنجلوس) اتفاقيات توأمة مع:
- سوسة

## أعلام
- سكاتمان كروذرس
- برنار فوكس
- كيفين ميتنيك
- براين أوستن غرين
- تشارلز مارتن سميث
- روز ماري
- أنيتا بيج
- سيندي وليامز
- دياني ارين
- جوني بارسون